# Мот (Франция)
Мот (фр. Mautes, окс. Mautas) — коммуна во Франции, находится в регионе Лимузен. Департамент коммуны — Крёз. Входит в состав кантона Бельгард-ан-Марш. Округ коммуны — Обюссон.
Код INSEE коммуны — 23127.

## Население
Население коммуны на 2010 год составляло 229 человек.
| 1962 | 1968 | 1975 | 1982 | 1990 | 1999 | 2010 |
| ---- | ---- | ---- | ---- | ---- | ---- | ---- |
| 421  | 370  | 313  | 298  | 262  | 220  | 229  |

## Экономика
В 2010 году среди 142 человек трудоспособного возраста (15—64 лет) 103 были экономически активными, 39 — неактивными (показатель активности — 72,5 %, в 1999 году было 67,2 %). Из 103 активных жителей работали 95 человек (53 мужчины и 42 женщины), безработных было 8 (5 мужчин и 3 женщины). Среди 39 неактивных 5 человек были учениками или студентами, 20 — пенсионерами, 14 были неактивными по другим причинам.